# Der Musterknabe
Der Musterknabe ist ein österreichischer Schwarzweißfilm des Regisseurs Werner Jacobs aus dem Jahr 1963. Die Hauptrollen spielen Peter Alexander, Cornelia Froboess und Gunther Philipp.

## Handlung
Der erfolgreiche Firmenchef Dr. Fritz Geyer ist in Sorge um seinen jüngeren Bruder Benno: Der versucht im dritten Anlauf, das Abitur zu machen, ist aber faul und hat panische Prüfungsangst. So schreibt sich Fritz unter Bennos Namen in ein anderes Gymnasium der Stadt ein und gibt sich, verkleidet mit falscher Brille, als sein Bruder aus, um an seiner Stelle das Abitur zu machen.
Dr. Geyer führt von nun an ein Doppelleben. Da er sich an der Schule als Musterknabe benimmt und lauter richtige Antworten gibt, können ihn seine Mitschüler nicht ausstehen. Besonders die kesse Reny Pacher findet ihn furchtbar. Um bei ihr Eindruck zu schinden, fängt Fritz an, die verrücktesten Streiche auszuhecken. Der verliebte Fritz versagt dann aber bei den abschließenden Prüfungen und fällt durch. Am Ende stellt sich heraus, dass sein Bruder Benno in der Zwischenzeit heimlich selbst das Abitur gemacht hat.

## Lieder
- Du bist mir so sympathisch (Conny Froboess)
- Wenn erst der Abend kommt (Peter Alexander)
- Verliebt, verlobt, verheiratet (Peter Alexander und Conny Froboess)
- Gaudeamus Igitur (Peter Alexander)

## Kritik
- Film-Dienst: „Das Doppelleben eines Industriellen, der für seinen jüngeren Bruder das Abitur zu machen versucht. Klamaukhafte, anspruchslose Unterhaltung.“[1]

- Gong: „Turbulentes Filmlustspiel, dessen Grundeinfall dem mehrmals verfilmten Erfolgsroman Die Feuerzangenbowle deutlich nachempfunden ist.“[2]

- Evangelischer Filmbeobachter: „Keineswegs eine «Feuerzangenbowle», doch als heitere Schulklamotte ab 14 möglich.“[3]